# Mein ganzes Herz ist voll Musik
Mein ganzes Herz ist voll Musik ist ein 1958 entstandener deutscher Spielfilm von Helmut Weiss mit Erika Köth, Wolf Albach-Retty, Brigitte Grothum und Willy Hagara in den Hauptrollen.

## Handlung
Die musikbegeisterte, junge Hanna Leitner arbeitet seit kurzer Zeit als Organistin und Leiterin des Kinderchors in dem Ort Ludwigskron. Rasch hat die talentierte Sopranistin mit ihren jungen gesangsbegeisterten Jugendlichen den Chor zu einer musikalischen Institution gemacht. Vor allem, wenn man in der schönen Ludwigskroner Rokokokirche fröhliche Volkslieder anstimmt, sind die hineinströmenden Zuhörer hellauf begeistert. Der Warenhausbesitzer Josef Pannkofer, ein untersetzter Mann mittleren Alters, ist besonders angetan von dem Musikgenuss, der dargeboten wird, und so sagt der wohlhabende Geschäftsmann Hanna als Kunstmäzen finanzielle Unterstützung zu, damit sie in München ihrer tänzerisch talentierten Pflegetochter Natascha eine Ballettausbildung ermöglichen kann. Doch Pannkofers Angebot ist nicht ganz uneigennützig – er erwartet dafür als Gegenleistung den einen oder anderen Liebesdienst Hannas. Empört weist diese sein dreistes Ansinnen zurück, auch wenn damit Nataschas Ausbildung in weite Ferne rückt.
Hannas früherer Studienkollege Poldi Dohnberger weiß Rat. Er vermittelt Hanna das Angebot, eine international anerkannte, jedoch gerade ausgefallene Chansonette in dem Münchner Kabarettlokal „Bonbonniere“ zu vertreten. Hanna nimmt das Engagement an und tritt unter dem Künstlernamen „La Rocca“ auf. Ihre Darbietung wird ein großer Erfolg. In der „Bonbonniere“ lernt Hanna den Architekten Niko Berthold kennen, einen soignierten Herrn mittleren Alters, der im Kabarett die Bühnendekorationen gestaltet. Berthold zeichnete überdies für die Einrichtung der neuen Musikabteilung in Pannkofers Warenhaus verantwortlich. Diesen Auftrag hatte ihm Pannkofers liebenswürdige Tochter Steffie zugeschanzt, die heimlich für den attraktiven Designer schwärmt. Hanna, die sehr auf ihren Ruf bedacht ist und nicht möchte, dass man über sie, die seriöse Chorleiterin und Sopranistin, als „Tingeltangelsängerin“ ablästert, achtet darauf, dass niemand in Ludwigskron von ihren gesanglichen Ausflügen in die Schlagerwelt der „Bonbonniere“ erfährt.
Doch es kommt, wie es kommen muss: Eines Abends verirren sich mehrere Ludwigskroner Bürger in das Etablissement der bayerischen Landeshauptstadt, darunter auch der abgewiesene Josef Pannkofer und seine Tochter Steffie. Es droht ein gewaltiger Skandal, der in der Kleinbürgerwelt Ludwigskron sicherlich wie eine Bombe einschlagen dürfte. Hanna fürchtet sehr, ihre Anstellung als Organistin und Chorleiterin in dem beschaulichen Dorf zu verlieren. Geschäftsmann Pannkofer erkennt sofort Hannas Ängste und setzt sie damit unter Druck: Wenn sie ihn heiraten würde, dann würde er den Mund halten, und nichts käme ans Tageslicht. Doch Hanna ist längst nicht mehr auf die Hilfe des bärbeißigen Alten angewiesen, denn sie und Niko haben sich ineinander verliebt, und der smarte Bühnenbildner wird sie schützen. Steffie muss einsehen, dass Niko für sie verloren ist, und tröstet sich mit dem sangesfreudigen Poldi über den Verlust hinweg.

## Produktionsnotizen
Mein ganzes Herz ist voll Musik entstand zwischen Juli und September 1958 in den Bavaria-Studios von Geiselgasteig und wurde am 28. Januar 1959 im Münchner Mathäser-Palast uraufgeführt. Friedrich Kurth übernahm die Produktionsleitung, Franz Bi und Theo Zwierski gestalteten die Filmbauten. Die Liedtexte lieferten Bruno Balz, Willy Dehmel, Fred Rauch und Herbert Witt.

## Kritik
„Schlager-Unterhaltung mit angestaubten Witzen und wirkungsvollen, aber geschmacklosen Randfiguren.“